# Distretto di El Alto
Il distretto di El Alto è uno dei sei distretti della provincia di Talara, in Perù. Si trova nella regione di Piura e si estende su una superficie di 491,33 chilometri quadrati.

Istituito il 17 marzo 1955, ha per capitale la città di El Alto; la popolazione, al censimento 2005, era di 6.536 unità.